# 93d Air Ground Operations Wing
Il 93d Air Ground Operations Wing è uno stormo di supporto dell'Air Combat Command, inquadrato nella Ninth Air Force. Il suo quartier generale è situato presso la Moody Air Force Base, in Georgia.

## Missione
Lo stormo, attivato nel 2008 è divenuto il primo reparto a fornire forze da combattimento terrestre altamente addestrate capaci di integrare la potenza aerea e spaziale agli schemi terrestri di fuoco e di manovra. I suoi membri conducono operazioni terrestri offensive e difensive ovunque per proteggere le forze aeree di spedizione attraverso una capacità aviotrasportata. Al momento della richiesta, l'unità provvede a schierarsi in qualsiasi parte del mondo in maniera pienamente integrata e fornisce ai comandi congiunti la capacità di inserzione aerotrasportata, aeromobile, aria-terra e sul terreno e rimane il punto di riferimento per l'integrazione del potere aereo e del supporto meteo alle forze terrestri.

## Organizzazione
Attualmente, al maggio 2017, lo stormo controlla:
- 830th Base Defense Group
  - 820th Combat Operations Squadron
  - 822d Base Defense Squadron
  - 823d Base Defense Squadron
  - 824th Base Defense Squadron
- 3d Air Support Operations Group, situato presso Fort Hood, Texas
  -  3rd Weather Squadron
  -  7th Air Support Operations Squadron, Fort Bliss, Texas, sostiene le operazioni di Controllo Aereo Tattico della 1st Armored Division
  -  9th Air Support Operations Squadron, Fort Hood, Texas, sostiene le operazioni di Controllo Aereo Tattico della 1st Cavalry Division
  -  10th Air Support Operations Squadron, Fort Riley, Kansas, sostiene le operazioni di Controllo Aereo Tattico della 1st Infantry Division
  -  11th Air Support Operations Squadron, Fort Hood, Texas - Disattivato il 21 giugno 2018
  -  13th Air Support Operations Squadron, Fort Carson, Colorado, sostiene le operazioni di Controllo Aereo Tattico della 4th Infantry Division
  -  712th Air Support Operations Squadron, Fort Hood, Texas, sostiene le operazioni di Controllo Aereo Tattico del 3rd Armored Cavalry Regiment
- 18th Air Support Operations Group, situato presso Pope Field, Carolina del Nord
  -  14th Air Support Operations Squadron, sostiene le operazioni di Controllo Aereo Tattico della 82nd Airborne Division
  -  15th Air Support Operations Squadron
    - Operating Location A, Fort Stewart, Georgia, sostiene le operazioni di Controllo Aereo Tattico della 1st, 2nd e 4th BCT, 3rd Infantry Division
    - Operating Location B, Fort Benning, Georgia, sostiene le operazioni di Controllo Aereo Tattico della 3rd BCT, 3rd Infantry Division

  -  18th Weather Squadron, Simmons Army Airfield, Fort Bragg, Carolina del Nord
    - Detachment 1, Fort Drum, New York
    - Detachment 2, Fort Polk, Louisiana
    - Detachment 3, Fort Stewart, Georgia
      - Operating Location A, Hunter Army Airfield, Georgia

    - Detachment 4, Fort Campbell, Kentucky
      - Operating Location B, Joint Base Langley-Eustis, Virginia
      - Operating Location C, Fort Rucker, Alabama
      - Operating Location D, Fort Polk, Louisiana
      - Operating Location Q, Fort Knox, Kentucky

    - Detachment 5, Fort Benning, Georgia

  -  19th Air Support Operations Squadron, situato presso Fort Campbell, Kentucky, sostiene le operazioni di Controllo Aereo Tattico della 101st Airborne Division
  -  20th Air Support Operations Squadron, situato presso Fort Drum, New York, sostiene le operazioni di Controllo Aereo Tattico della 1st, 2nd e 3rd BCT, 10th Mountain Division
    - Detachment 1, Fort Polk, Louisiana, sostiene le operazioni di Controllo Aereo Tattico della 4th BCT, 10th Mountain Division

  -  682d Air Support Operations Squadron, Pope Field, Carolina del Nord

## Storia

### Operazioni

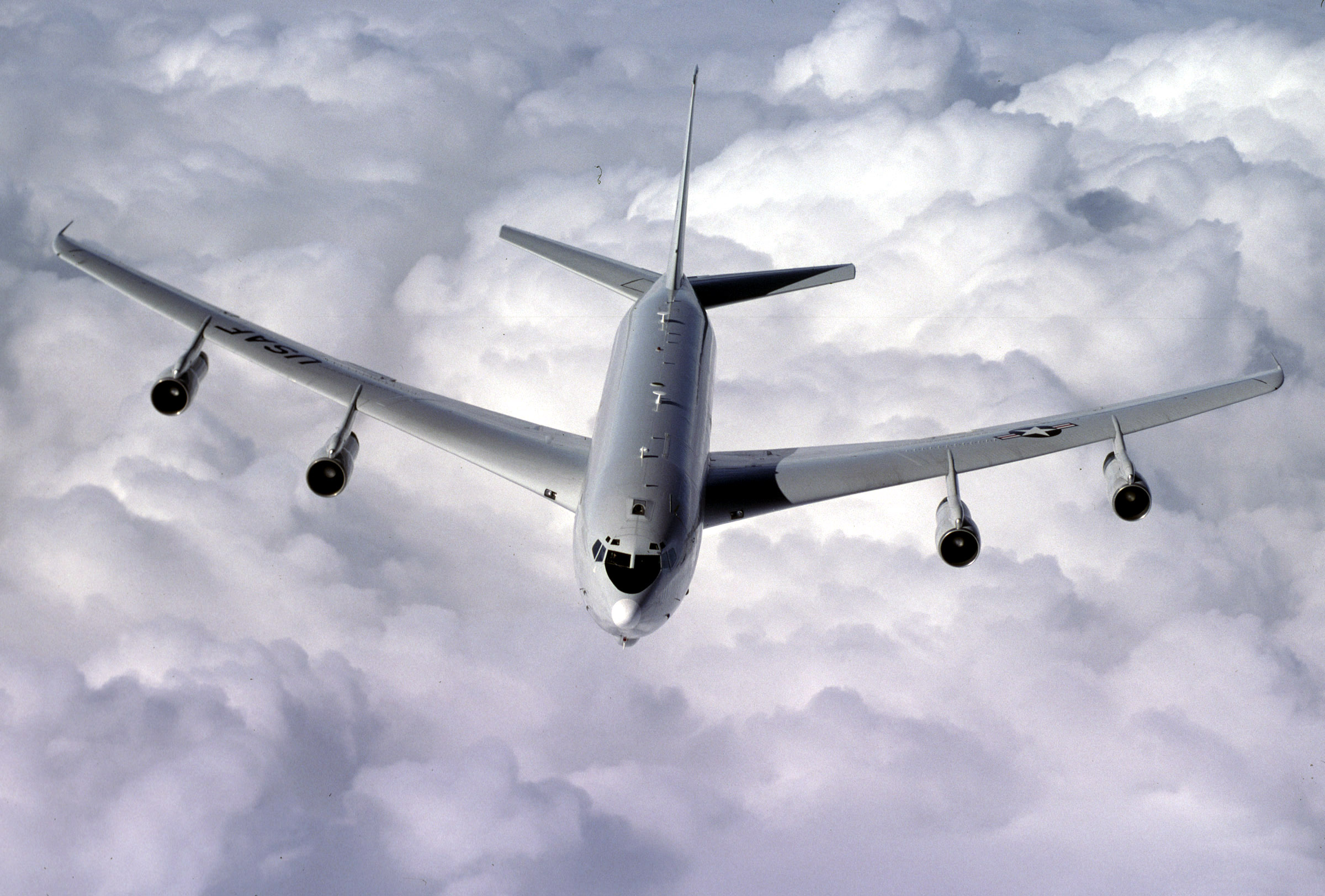
Un E-8 Joint STARS del 93 Air Control Wing

Lo stormo inizia la sua attività presso Okinawa diventando il primo reparto della SAC ad essere impiegato al completo nell'estremo Oriente. Nel 1950 iniziano le operazioni di rifornimento in volo e successivamente lo stormo viene spostato nel Regno Unito per incrementare il suo potenziale. Tornati negli Stati Uniti all'inizio del 1952, i piloti si impegnano a rifornire in volo i caccia durante la guerra di Corea.
Diventato il primo wing della SAC ad essere equipaggiato con i Boeing B-52 Stratofortress, con questi velivoli vengono compiuti tre record: volo non-stop di 25.744 km attorno al nord America e al Polo nord; primo aereo a reazione a volare senza sosta attorno al mondo e volo non-stop, senza rifornimento, dal Giappone a Washington. Segue un periodo di appoggio tattico alle unità impegnate nella guerra del Vietnam dal 1968 al 1974.
Terminate le operazioni nel sud-est asiatico, il 93 Bombardment Wing, Heavy torna negli Stati Uniti per svolgere le consuete missioni in tempo di pace. Nel 1990 lo stormo trasporta materiali e personale nel Medio Oriente in vista dell'operazione Desert Shield, per partecipare poi con missioni di bombardamento, rifornimento in volo e trasporto, alla guerra del Golfo.
Sciolto nel 1995 e ricostituito un anno dopo con il nome di 93 Air Control Wing, il compito dei piloti ora è di sorvegliare lo spazio aereo statunitense con i nuovi aerei E-8 Joint STARS, anche se alcuni velivoli vengono distaccati in Bosnia nel 1996 per prendere parte all'operazione Joint Endeavor. Quando viene nuovamente sciolto, nel 2002, tutti gli apparecchi del 93 Air Control Wing furono consegnati alla Georgia Air National Guard.
Il reparto viene nuovamente ricostituito nel 2008, e, sebbene senza aerei, il suo compito è ancora sorvegliare lo spazio aereo degli Stati Uniti.

### Allineamento
- Costituito come 93d Bombardment Wing Very Heavy, il 28 luglio 1947
- Organizzato il 15 agosto 1947
- Rinominato come 93d Bombardment Wing Medium, il 12 luglio 1948
- Rinominato come 93d Bombardment Wing Heavy, il 1 febbraio 1955
- Rinominato come 93d Wing il 1 settembre 1991
- Rinominato come 93d Bomb Wing il 1 giugno 1992
- Disattivato il 30 settembre 1995
- Rinominato come 93d Air Control Wing il 15 gennaio 1996
- Attivato il 29 gennaio 1996
- Disattivato il 1 ottobre 2002
- Rinominato come 93d Air Ground Operations Wing il 11 dicembre 2007
- Attivato il 25 gennaio 2008

### Assegnazioni
- Fifteenth Air Force, 15 agosto 1947, aggregato alla 7th Air Division dal 6 dicembre 1951 al 6 marzo 1952
- 47th Air Division (successivamente 47th Strategic Aerospace Division), 1 luglio 1959
- Second Air Force, 30 giugno 1971);
- Fifteenth Air Force, 15 febbraio 1973
- 14th Air Division, 1 ottobre 1976
- 12th Air Division, 1 ottobre 1985
- Fifteenth Air Force, 15 luglio 1988
- Twelfth Air Force, 1 giugno 1992 - 30 settembre 1995
- Ninth Air Force, dal 29 gennaio 1996 al 1º ottobre 2002
- Ninth Air Force (AFCENT), 25 gennaio 2008
- Nuova Ninth Air Force, 5 agosto 2009 ad oggi

### Componenti operative

#### Groups
- 93d Bombardment (successivamente 93d Operations Group), dal 15 agosto 1947 al 16 giugno 1952 (distaccato dal 15 maggio al 25 agosto 1948 e dal 15 luglio 1950 al 30 gennaio 1951), dal 1º settembre 1991 al 31 ottobre 1994, dal 29 gennaio 1996 al 1º ottobre 2002
- 447th Bombardment: aggregato dal 10 febbraio al 16 giugno 1951

#### Squadron
- 90th Air Refueling dal 18 gennaio 1954 al 5 agosto 1955
- 93d Air Refueling dal 16 giugno 1952 al 1º settembre 1991
- 328th Bombardment dal 16 giugno 1952 al 1º settembre 1991
- 329th Bombardment (successivamente 329th Strategic Bombardment Training e 329th Combat Crew Training) dal 16 giugno 1952 al 30 settembre 1971, dal 1º luglio 1986 al 1º settembre 1991)
- 330th Bombardment (successivamente 330th Combat Flight Instructor) dal 16 giugno 1952 al 15 settembre 1963, dal 24 agosto 1988 al 1º settembre 1991
- 341st Air Refueling: aggregato dall'11 giugno 1954 al 15 agosto 1955
- 924tn Air Refueling dal 1º luglio 1959 al 1º settembre 1991

### Basi
- Castle Air Force Base, California, dal 15 agosto 1947 al 30 settembre 1995
- Robins Air Force Base, Georgia, dal 29 gennaio 1996 al 1º ottobre 2002
- Moody Air Force Base, Georgia, dal 25 gennaio 2008 ad oggi

### Velivoli
- B-29, 1947 - 1949
- B-50, 1949 - 1954
- Boeing KB-29 Superfortress, 1950 - 1953
- KC-97, 1953 - 1957
- B-47, 1954 - 1956
- B-52, 1955 - 1995
- KC-135, 1957 - 1995
- E-8 Joint STARS, 1996 - 2002
- Nessuno dal 2008 ad oggi